# Графин (вещество)

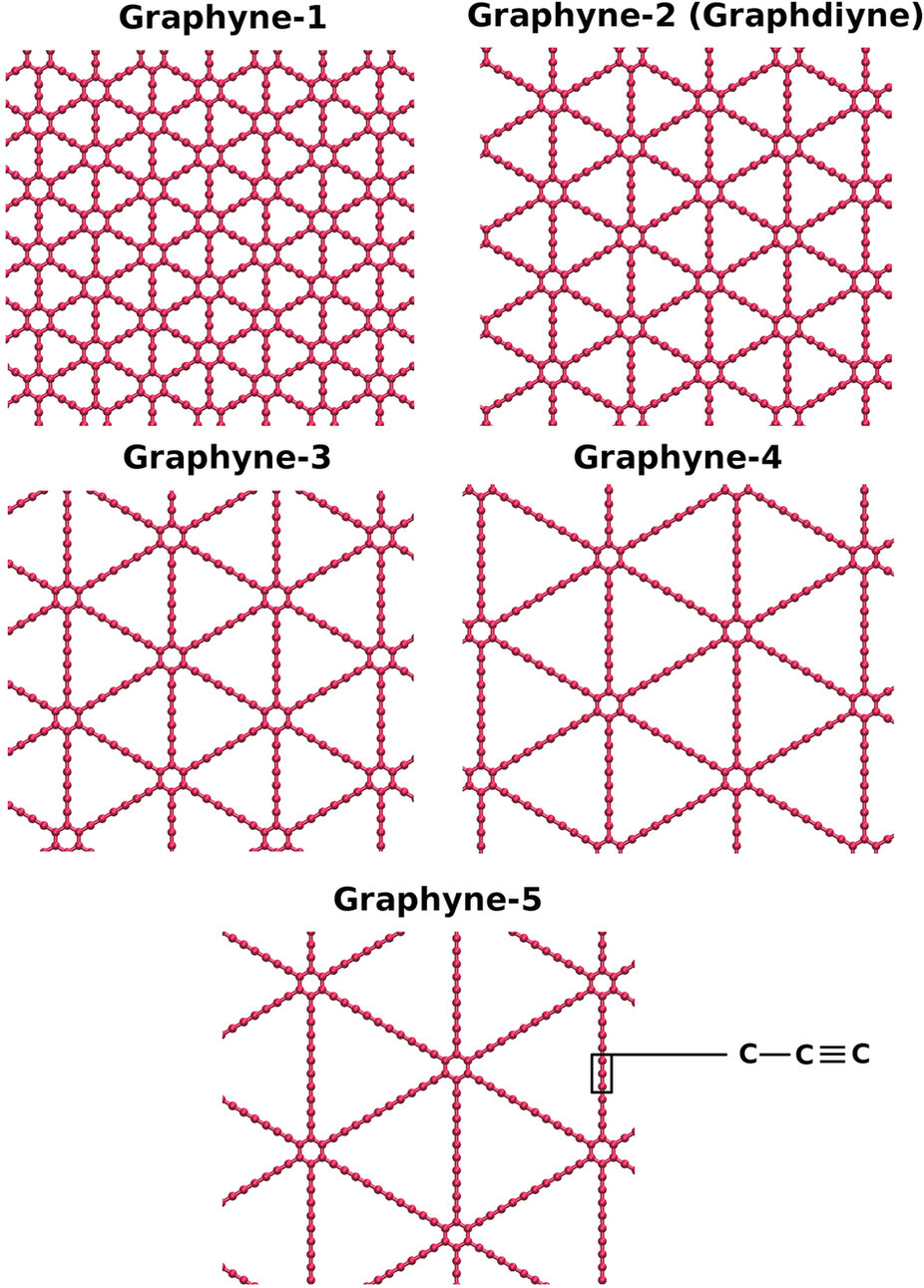
Структуры графина-n, где n соответствует количеству тройных углеродных связей в карбиновых цепочках, соединяющих соседние шестиугольники.

Графин (англ. graphyne) — аллотропная модификация углерода, состоящая из плоских слоёв углерода толщиной в один атом, которые находятся в гибридизациях sp и sp2. Одна из разновидностей графина получена экспериментально.

## История открытия
Впервые предположения о существовании графина были высказаны в 1968 г. В 1987 г при помощи квантовомеханических расчётов была показана возможность существования плоских углеродных структур, в которых половина атомов углерода имеет sp-гибридизацию и половина — sp2-гибридизацию, и построена первая теоретическая модель структуры графина. Также было предсказано, что графин представляет собой широкозонный полупроводник и имеет нелинейные оптические свойства. На активность исследования графина существенно повлияло открытие фуллерена.
В 2010 г был экспериментально получен графин-2 (также называемый графдиин) при помощи in situ реакции Глазера.

## Структура и свойства
Вследствие наличия sp-гибридизованных связей графин по своей структуре и свойствам значительно отличается от других аллотропных модификаций углерода. Возможны три структуры графина: α-графин, где все три связи sp2-гибридизированных атомов с соседними атомами заменяются на карбиновые цепочки (с тройными связями), β-графин, где заменяются две связи, и γ-графин, где заменяется только одна связь. Графдиин является наиболее стабильной из не встречающихся в природе аллотропных модификаций углерода, содержащих диацетиленовые связи.
При помощи молекулярной динамики было рассчитано, что модуль Юнга в плоскости листа составляет 532.5 ГПа и 629.4 ГПа в зависимости от направления растяжения. На основании теории функционала плотности подвижность электронов составляет 2·105 м2/(В·с) при комнатной температуре, а подвижность дырок на порядок ниже; ширина запрещённой зоны 0.46 эВ.
Экспериментально полученный графин-2 является полупроводником с удельной электропроводностью 2.516·10−4 См/м.

## Возможные применения
Металлосодержащие нанотрубки из графина могут использоваться для хранения водорода, в частности, в области накопления энергии, где проблема хранения водорода является узким местом. Ленты из графина могут применяться в термо- и наноэлектронике, причём графин имеет линейный закон дисперсии носителей заряда (аналогично графену), но на основе расчётов с помощью теории функционала плотности в нём предсказана возможность создания ненулевой запрещённой зоны, что представляет большую трудность в случае графена. Также графин может найти применение в разделении газов, что связано с характером пористой структуры графина π-сопряжением связей.